# Sometime Last Night
Sometime Last Night es el segundo álbum de estudio de la banda de pop rock estadounidense R5. Fue lanzado el 10 de julio de 2015 por Hollywood Records. El 6 de abril, el álbum fue anunciado junto con una gira de verano para promover el nuevo disco, anunciando fechas en Estados Unidos y Europa. Se han lanzado cinco singles del álbum: "Smile", "Let's Not Alone Tonight", "All Night", "I Know You Got Away" y "Dark Side", mientras que "F.E.E.L.G.O.O.D" fue lanzado como sencillo promocional. El Álbum debutó en el puesto número 6 del Billboard 200, y en el número 3 del Digital Albums, con 31 000 copias vendidas durante su primera semana de lanzamiento.

## Antecedentes
R5 lanzó su álbum debut Louder en septiembre de 2013, con los sencillos "Loud", "Pass Me By", "(I Can´t) Forget About You" y "One Last Dance". La banda promovió el álbum recorriendo América del Norte, Europa y América del Sur. Más tarde lanzaron su segundo EP, Heart Made Up On You, que ellos describen como una "primera experiencia" de su segundo álbum de estudio El álbum fue programado para ser lanzado en la primavera de 2015. Sin embargo, Riker Lynch anunció que se retrasó porque querían "hacer las cosas bien" para los admiradores. las canciones del EP, "Heart Made Up on You"  fueron originalmente programados para aparecer en el álbum, pero el grupo las desecho y el resto de su álbum a favor para volver a empezar.

## Producción
La producción del álbum comenzó en el verano de 2014, poco después de que la banda puso fin a al Louder World Tour. Lanzaron el EP Heart Made Up on You, las canciones contenidas en aparecerían en el álbum, Sin embargo, debido a una mayor producción y revisiones, Ross Lynch anunció en una entrevista radial que la banda ha decidido que estas canciones no aparecerán en el álbum, porque querían una "blank slate". Rydel Lynch también confirmó en un tuit que las canciones del EP no se presentarán en el álbum. Ellos querían hacer las cosas bien para los seguidores y por lo tanto han repasado por el disco varias veces antes de finalizarlo.

## Sencillos
- "Smile" fue lanzado como el primer sencillo del álbum el 9 de octubre de 2014.[6] A pesar de no ser un éxito comercial, la canción reunió críticas positivas de parte de los críticos.[7][8]

- "Let's Not Be Alone Tonight" lanzado como segundo sencillo el 13 de febrero de 2015.[9]

- "All Night" el tercer sencillo fue lanzado el 8 de julio de 2015 aproximadamente a las 8 de la mañana

- "Dark Side" es el cuarto sencillo que fue lanzado el 10 de marzo de 2016

## Comentarios de la crítica
Sometime Last Night recibió comentarios positivos de los críticos, Aunque la mayoría de ellos eran positivos hacia el sonido maduro del álbum, algunos criticaron su falta de identidad como banda. Jamey Beth de Breakaway Daily dijo que: «Sometime Last Night [es] una selección de canciones Pop de tamaño de arena rodadas a través de melodías magníficamente trabajadas, armonías electrizantes y letras recopiladas de historias de la vida real que la banda ha visto en los últimos años". [12] Martha Segovia de Confront Magazine calificó el álbum de 3 estrellas y media de cinco, Ella escribió: «En general, el álbum se produce de una manera que precisa la forma en que la banda se ha desarrollado y [ofrecen] una experiencia fácil de escuchar que tiene la cabeza bopping a lo largo de cada pista, y cantando a lo largo de ellas,  Comparándolo con Louder de 2014. Tim Senda de Allmusic dijo que:«Sometime Last Night no se atasca en baladas empapadas, sino que trata en Jugar y mezclar Sonidos desde el Jazz hasta el Dance Pop ". También elogió la composición de la banda y las voces de Ross y Riker. Finalmente, Senda calificó Sometime Last Night con tres estrellas de 5.

## Recepción comercial
El álbum obtuvo un éxito mayor a su primer álbum en 2013, debutando en la posición número 6 del conteo Billboard 200 y número 2 del Digital Albums recibiendo más de 68 000 copias en ganancias por el álbum. En Canadá recibió más ventas cuando debutó en la posición número 1 del Canadian Albums Chart en la segunda semana de estreno.

## Lista de canciones
| N.º | Título                       | Escritor(es)                                                                                            | Producer(s)                         | Duración |  |
| 1.  | «All Night»                  | Ben Berger Ross Lynch Rocky Lynch Ryan McMahon Ryan Rabin Ellington Ratliff                             | Captain Cuts                        | 3:43     |  |
| 2.  | «Wild Hearts»                | Jonas Jeberg Clarence Coffee Jr. Kenji Chan Mike Del Rio                                                | Jeberg                              | 4:03     |  |
| 3.  | «Dark Side»                  | Rocky Lynch Ross Lynch Riker Lynch Ratliff                                                              | Matt Wallace Rocky Lynch            | 3:07     |  |
| 4.  | «Let's Not Be Alone Tonight» | Savan Kotecha Kristian Lundin Carl Falk Johan Carlsson                                                  | Falk Kristian Lundin                | 2:55     |  |
| 5.  | «Repeating Days»             | Ross Lynch Riker Lynch Rocky Lynch                                                                      | Rocky Lynch                         | 5:40     |  |
| 6.  | «Smile»                      | Leah Haywood Daniel James Brian Lee Matt Thiessen                                                       | Dreamlab Brian Lee                  | 3:21     |  |
| 7.  | «Lightning Strikes»          | Emanuel Kiriakou E. Kidd Bogart Andrew Goldstein Rydel Lynch Ratliff Rocky Lynch Riker Lynch Ross Lynch | Jens Koerkemeier Goldstein Kiriakou | 3:30     |  |
| 8.  | «F.E.E.L.G.O.O.D.»           | Rocky Lynch Ratliff Riker Lynch Rydel Lynch Ross Lynch                                                  | M. Wallace Rocky Lynch              | 3:46     |  |
| 9.  | «I Know You Got Away»        | Rocky Lynch Ross Lynch Ratliff Riker Lynch                                                              | M. Wallace Rocky Lynch              | 3:19     |  |
| 10. | «Do It Again»                | Mitch Allan Dan Book Alexei Misoul Riker Lynch Rocky Lynch Jason Evigan                                 | Allan Book                          | 3:40     |  |
| 11. | «Did You Have Your Fun?»     | Cameron Forbes Lewis Rocky Lynch Ross Lynch Ratliff                                                     |                                     |          |  |

| iTunes Bonus Tracks |                       |                                                             |                 |          |  |
| N.º                 | Título                | Escritor(es)                                                | Producer(s)     | Duración |  |
| 12.                 | «Doctor, Doctor»      | Josh Abrahams Oliver Goldstein Sam Hollander Joshua Moran   | Abrahams Oligee | 3:09     |  |
| 13.                 | «What You're Missing» | Ryan Gillmor Mitch Lewis Kurt Hugo Schneider Aaron Sterling | Lewis           | 3:56     |  |

- Boone}}

| extra13         = 
- Rocky Lynch
- Travis "Tronik" Huff
- Mike Daly

| length13        = 4:05
|}}

| Physical Japanese Edition |                       |                                              |                 |          |  |
| N.º                       | Título                | Escritor(es)                                 | Producer(s)     | Duración |  |
| 12.                       | «Doctor, Doctor»      | Abrahams O. Goldstein Hollander Moran        | Abrahams Oligee | 3:09     |  |
| 13.                       | «What You're Missing» | Gillmor Lewis Schneider Sterling             | Lewis           | 3:56     |  |
| 14.                       | «We're Alright»       | Christopher J. Baran Riker Lynch Rocky Lynch | Baran           | 2:58     |  |

| Europe Special Edition |                                  |                                                                                                   |                                  |          |  |
| N.º                    | Título                           | Escritor(es)                                                                                      | Producer(s)                      | Duración |  |
| 12.                    | «Doctor, Doctor»                 | Abrahams O. Goldstein Hollander Moran                                                             | Abrahams Oligee                  | 3:09     |  |
| 13.                    | «I Can't Say I'm in Love»        | Ross Lynch Allan Boone Riker Lynch Rocky Lynch                                                    | Allan                            | 3:42     |  |
| 14.                    | «Heart Made Up on You»           | Jess Cates Dan Ostebo Jordan Mohilowski Kiriakou Bogart A. Goldstein Cameron Forbes               | Kiriakou A. Goldstein Mohilowski | 3:01     |  |
| 15.                    | «Things Are Looking Up»          | Cates Kiriakou Bogart                                                                             | Kiriakou Goldstein Cates         | 3:05     |  |
| 16.                    | «Easy Love»                      | Chris Wallace Matt Rodosevich Andy Grammer Riker Lynch Rocky Lynch Ross Lynch Ratliff Rydel Lynch | Matt Rad                         | 3:53     |  |
| 17.                    | «Stay with Me»                   | Haywood James Rob Ellmore                                                                         | Dreamlab Ruffian                 | 3:20     |  |
| 18.                    | «Nine Lives» (from "Love, Emma") | Allan Julia Michaels Ross Lynch Rocky Lynch                                                       | Allan                            | 3:23     |  |
| 19.                    | «Never Be the Same»              | Kiriakou Bogart A. Goldstein Lindy Robbins Riker Lynch                                            | Kiriakou A. Goldstein            | 2:54     |  |

| Latin America Special Edition |                                   |                                                        |                        |          |  |
| N.º                           | Título                            | Escritor(es)                                           | Producer(s)            | Duración |  |
| 20.                           | «F.E.E.L.G.O.O.D.» (ft. Belanova) | Rocky Lynch Ratliff Riker Lynch Rydel Lynch Ross Lynch | M. Wallace Rocky Lynch | 3:46     |  |

## Posicionamiento en listas

### Semanales
| País              | Lista                    | Mejor posición |
| ----------------- | ------------------------ | -------------- |
| Australia         | Australian Albums Chart  | 19             |
| Bélgica (Flandes) | Belgian Albums Chart     | 70             |
| Bélgica (Valonia) | Belgian Albums Chart     | 107            |
| Canadá            | Canadian Albums Chart    | 1              |
| España            | PROMUSICAE               | 5              |
| Estados Unidos    | Billboard 200            | 6              |
| Francia           | French Albums Chart      | 118            |
| Irlanda           | Irish Albums Chart       | 55             |
| Italia            | Italian Albums Chart     | 16             |
| Noruega           | Norwegian Albums Chart   | 16             |
| Países Bajos      | Dutch Albums Chart       | 76             |
| Polonia           | Polish Albums Chart      | 32             |
| Portugal          | Portuguese Albums Chart  | 2              |
| Nueva Zelanda     | New Zealand Albums Chart | 36             |
| Reino Unido       | UK Albums Chart          | 73             |

### Mensuales
| País      | Lista                    | Mejor posición |
| --------- | ------------------------ | -------------- |
| Argentina | Argentinian Albums Chart | 20             |